# Вільгельм Вайсс (генерал)
Вільгельм Вайсс (нім. Wilhelm Weiß; 10 грудня 1885, Ремерштадт — 1966) — австро-угорський, австрійський і німецький офіцер, генерал-майор вермахту (1 жовтня 1941). Кавалер Німецького хреста в сріблі.

## Біографія
18 серпня 1905 року вступив в австро-угорську армію. Учасник Першої світової війни, після завершення якої продовжив службу в австрійській армії. З 1 листопада 1937 року — командир піхотного стрілецького училища. Після аншлюсу 15 березня 1938 року автоматично перейшов у вермахт. З 21 липня 1938 року — командир 138-го піхотного (згодом — єгерського) полку, з 1 жовтня 1941 року — гірського корпусу «Норвегія». 18 жовтня 1941 року відправлений в резерв ОКГ. 15 листопада 1941 року призначений в штаб 7-ї гірської дивізію, 2 грудня 1941 року — в Генштаб 8-го армійського корпусу. З 19 грудня 1941 по 1 січня 1942 року — командир 7-ї гірської дивізії. З 1 квітня 1941 року — командир штабу єгерських з'єднань. 10 грудня 1942 року знову відправлений в резерв ОКГ. З 1 лютого 1943 року — командир східних частин особливого призначення 704. 31 липня 1943 року знову відправлений в резерв ОКГ. 15 квітня 1944 року відряджений до командувача військами у Франції. З 5 червня 1944 року — гарнізонний комендант Тронгейма. 21 червня 1944 року знову відправлений в резерв ОКГ. З 15 липня 1944 року — військовий комендант Праги, з 1 серпня 1944 року — Брно. 20 вересня 1944 року знову відправлений в резерв ОКГ і більше не отримав призначень.

## Нагороди
- Ювілейний хрест
- Срібна і бронзова медаль «За військові заслуги» (Австро-Угорщина) з мечами
- Хрест «За військові заслуги» (Австро-Угорщина) 3-го класу з військовою відзнакою і мечами
- Орден Залізної Корони 3-го класу з військовою відзнакою і мечами
- Військовий Хрест Карла
- Залізний хрест 2-го класу
- Медаль «За поранення» (Австро-Угорщина) з двома смугами
- Пам'ятна військова медаль (Австрія) з мечами
- Пам'ятна військова медаль (Угорщина) з мечами
- Почесний знак «За заслуги перед Австрійською Республікою», золотий знак
- Хрест «За вислугу років» (Австрія) 2-го класу для офіцерів (25 років)
- Орден Заслуг (Австрія), лицарський хрест
- Почесний хрест ветерана війни з мечами
- Медаль «За вислугу років у Вермахті» 4-го, 3-го, 2-го і 1-го класу (25 років)
- Нагрудний знак «За поранення» в чорному
- Застібка до Залізного хреста 2-го класу
- Залізний хрест 1-го класу
- Хрест Воєнних заслуг 2-го і 1-го класу з мечами
- Орден Хреста Свободи 2-го класу з мечами (Фінляндія; 12 грудня 1941)
- Німецький хрест в сріблі (7 вересня 1943)